# 天主教卡拉奇总教区
天主教卡拉奇總教區（拉丁語：Archidioecesis Karachiensis）是羅馬天主教會以巴基斯坦最大城市卡拉奇為中心的一個總教區，下轄海得拉巴教區。
2006年有教友151,000名，佔轄區總人口僅百分之一。由43名司鐸名管理15個堂區。現任總主教為若瑟·考茨樞機，榮休總主教為立德·平托。
1948年5月20日自孟買總教區建立教區。1950年7月15日升為總教區。